# التوبة (كتاب)
التوبة. كتاب صنفه الإمام ابن أبي الدنيا جمع فيه أحاديث نبوية وآثار السلف وأشاعرهم عن الذنوب والمعاصي، وهو كتاب قيم مرجع من كتب التراث الإسلامي.

## وصلات خارجية
- [ كتاب مسموع التوبة للحافظ ابن أبي الدنيا] على يوتيوب.